# Mary Jackson (Ingenieurin)

Mary Winston Jackson, 1979

Mary Winston Jackson (* 9. April 1921 in Hampton, Virginia; † 11. Februar 2005 ebenda) war eine US-amerikanische Mathematikerin und Physikerin. Ursprünglich als Rechnerin angestellt, wurde sie die erste schwarze Ingenieurin der NASA und leistete wesentliche Beiträge zur Luft- und Raumfahrttechnik zur Zeit des „Wettlaufs ins All“. Zeit ihres Lebens setzte sie sich gegen die Rassentrennung und für die Gleichberechtigung von Frauen und Schwarzen ein.

## Leben

### Frühe Jahre
Jackson wurde unter dem Namen Mary Eliza Winston als elftes Kind von Frank C. Winston und Ella Scott geboren. Die Familie war in ihrer Gemeinde angesehen und geachtet. Frank Winston wurde als „stützende Säule“ der Olde Hampton’s Bethel AME Church bezeichnet, Jacksons Schwester Emily sollte vom Präsidenten Franklin D. Roosevelt später eine Belobigung für ihre unermüdliche Pflege von Kriegsversehrten erhalten. Jackson  besuchte bis 1938 die Phenix High School und bekleidete in ihrem letzten Jahr das Amt der Präsidentin des lokalen Zweigs der National Honor Society, einer Schülervereinigung, die gemeinnützige Dienste und Freiwilligenarbeit leistete. Anschließend studierte sie am Hampton Institute Mathematik und Physik, während die meisten ihrer Kommilitoninnen die Fächer Hauswirtschaft oder Gesundheits- und Krankenpflege wählten. Wie ihre zukünftige Vorgesetzte Dorothy Vaughan trat sie der ersten afroamerikanischen Sorority Alpha Kappa Alpha bei.
Nach ihrem Bachelor-Abschluss im Jahr 1942 arbeitete sie für ein Jahr im Calvert County in Maryland als Lehrerin, kehrte am Ende des Schuljahres jedoch nach Hause zurück, um sich um ihren kranken Vater zu kümmern. Ab 1943 arbeitete sie als Sekretärin und Buchhalterin, einer Quelle zufolge bei den United Service Organizations, wo sie ihren Ehemann Levi Jackson kennenlernte, laut einer anderen hingegen beim National Catholic Community Center in Hampton. Obwohl sie nicht länger unterrichtete, gab sie Schülern und Studenten weiterhin Nachhilfestunden. Nach dem Ende des Zweiten Weltkrieges arbeitete sie bis zur Geburt ihres Sohnes als Sekretärin des Hampton Institutes. Als ihr Kind vier Jahre alt war, bewarb sie sich für eine Stelle als angestellte Schreibkraft der United States Army in Fort Monroe und gleichzeitig als Rechnerin (engl.: computer) am Langley Research Center. Für drei Monate arbeitete sie in Fort Monroe, bevor sie nach Langley versetzt wurde.

### Karriere bei NACA und NASA

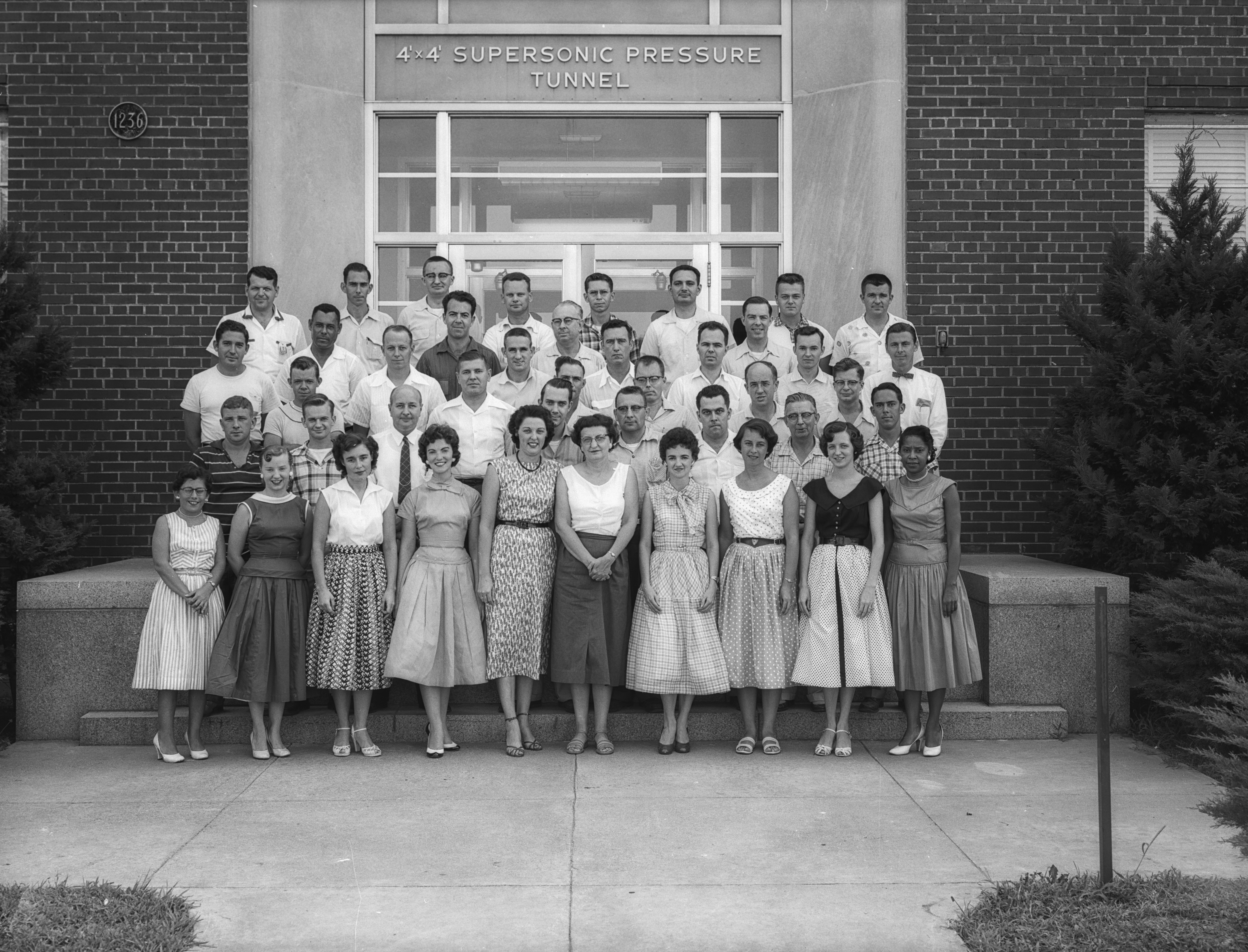
Mary Jackson (erste Reihe ganz rechts) 1956 mit ihren Kollegen vom Überschall-Windkanal

Am 5. April 1951 trat Mary Jackson ihre Stelle als Rechnerin für das National Advisory Committee for Aeronautics (NACA), die Vorgängerorganisation der NASA, an und wurde in Dorothy Vaughans West Area Computing Section eingegliedert. Trotz aller Vorzüge ihrer neuen Position empfand sie die nach wie vor praktizierte Rassentrennung als Demütigung. Die schwarzen Mathematikerinnen wurden oft zeitlich begrenzt anderen Forschungsgruppen zugeteilt, weshalb Jackson nach zwei Jahren für ein Projekt auf die östliche Seite des Geländes wechselte. Dort kam sie in Kontakt mit dem aus Polen stammenden Ingenieur Kazimierz Czarnecki, dem sie in einem emotionalen Ausbruch von ihrer Frustration über die Rassentrennung erzählte. Daraufhin bot Czarnecki ihr eine Stelle in seiner Abteilung an, die am 4'×4' (1,2 m × 1,2 m) großen, ersten Überschall-Windkanal der NACA Messungen betrieb.
In der Abteilung machte Jackson sich schnell einen Namen als kompetente, kluge Mathematikerin, die gute Arbeit lieferte und sich auch gegen Ungerechtigkeiten der Ingenieure behaupten konnte. Czarnecki förderte sie nach Kräften, brachte ihr die Steuerung des Windkanals und den Modellaufbau für die aeronautischen Tests bei und ermutigte sie, das Trainingsprogramm für Ingenieure zu absolvieren, denen sie als Mathematikerin nach wie vor unterstellt war. Für die Qualifikation musste Jackson Abendkurse der University of Virginia belegen, die in der Hampton High School stattfanden. Da die High School jedoch Rassentrennung praktizierte, musste Jackson eine Genehmigung der Stadt Hampton beantragen, um ihr Studium anzutreten. Vor Gericht erhielt sie die Erlaubnis und wurde im Jahr 1958 die erste schwarze Ingenieurin der neu gegründeten NASA. Im selben Jahr verfasste sie gemeinsam mit Czarnecki ihre erste wissenschaftliche Abhandlung, die im September 1958 unter dem Titel Effects on Nose Angle and Mach Number on Transition on Cones at Supersonic Speeds veröffentlicht wurde.
Der Hauptschwerpunkt ihrer Forschung lag auf der Aerodynamik, insbesondere wie sich raue Stellen wie Nieten und Furchen auf der Oberfläche eines bewegten Objekts auf die umgebende Luftschicht auswirkten. Damit leistete sie einen unmittelbaren Beitrag zur Luft- und Raumfahrttechnik. Innerhalb der NASA fanden in den nächsten Jahren mehrere Restrukturierungen statt, weshalb Jackson nacheinander in den Gruppen Compressibility Research Division, Full-Scale Research Division, High-Speed Aerodynamics Division und Subsonic-Transonic Aerodynamics Division arbeitete. Da die elektronischen Computer allmählich die menschlichen Rechnerinnen verdrängten, erlernte Jackson die Programmiersprache Fortran. Insgesamt arbeitete sie für gut zwanzig Jahre als Ingenieurin und wurde mehrfach befördert, allerdings wurden nach wie vor Männer auf den höchsten Positionen bevorzugt.

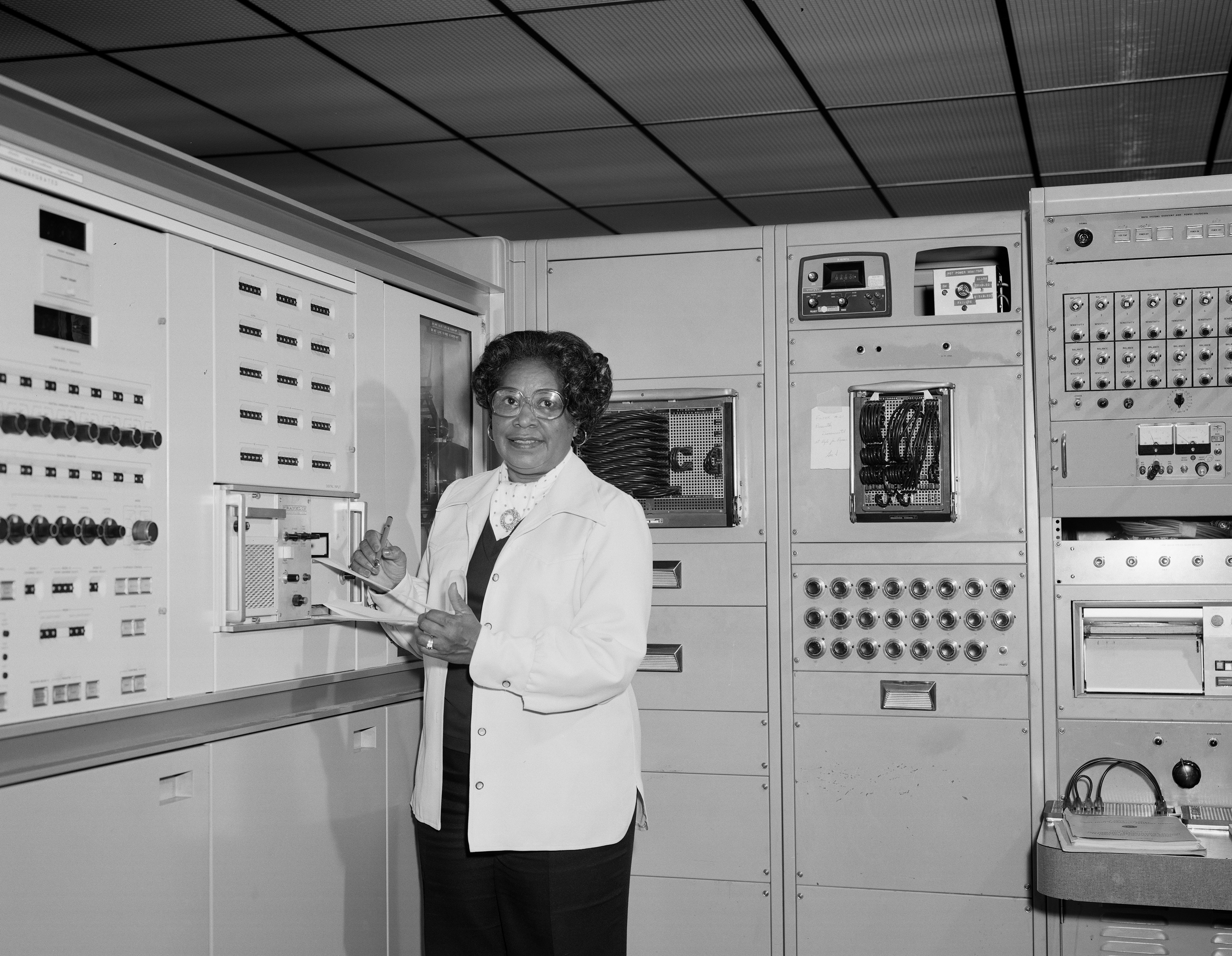
Mary Jackson 1977 vor einem Computer

Als im Jahr 1979 ihr Mentor Kazimierz Czarnecki in Rente ging und Jackson trotz ihrer Verdienste keine höhere Position erwarten konnte, wechselte sie in die Personalabteilung der NASA. Obwohl sie damit ihre höhere Position und somit ihr besseres Gehalt als Ingenieurin aufgeben musste, übernahm Jackson den Posten des Federal Women’s Program Manager. Ihre Aufgabe war es, sich für die Förderung von Frauen und Minderheiten innerhalb der NASA einzusetzen. Dabei nutzte sie ihre Programmierkenntnisse, um die Datensätze von Computern zu analysieren und konnte nachweisen, dass Frauen mit den gleichen Qualifikationen wie Männer um einiges seltener als Ingenieure eingestellt wurden, sondern meist untergeordnete Positionen erhielten. Auch wurden schwarze Angestellte seltener befördert als weiße und erhielten meist lediglich unterstützende Funktionen. Mitunter waren es lediglich Kleinigkeiten, die Beförderungen verhinderten, wie ein paar fehlende Kurse, der Wohnort oder auch die zugeteilten Aufgaben. Sobald Jackson diese Elemente identifizierte, half sie den Betroffenen gezielt, diese Nachteile abzubauen. Nach 34 Jahren Arbeit für die NASA ging Mary Jackson 1985 in Rente.

### Privatleben
Am 18. November 1944 heiratete Mary Winston den Seemann Levi Jackson. Das Paar hatte zwei Kinder, ihren Sohn Levi Jackson Jr. (* 1946) und ihre Tochter Carolyn Marie Lewis. Ihr Mann wechselte schließlich ebenfalls zur NASA, wo er als Maler arbeitete. Während ihrer Zeit bei der NASA halfen beide ihren neuen Kollegen dabei, Unterkünfte und Anschluss zu finden. Levi Jackson starb am 22. Mai 1992 nach 48 Jahren Ehe.
Spätestens ab 1946 war Jackson bei der Pfadfindergruppe für Mädchen der Bethel AME Kirche tätig und spielte dort bis an ihr Lebensende eine aktive Rolle. Für die Mädchen war sie laut Zeitgenossen eine Mischung aus „Lehrerin, großer Schwester und guter Fee, die ihnen mit den Hausaufgaben in Algebra half, Kleider für ihre Bälle nähte und ihnen den Weg ins College ebnete.“ Sie war bekannt dafür, lehrreiche und interessante Ausflüge zu organisieren, wo die Pfadfinderinnen praktische Erfahrungen sammeln konnten. Gleichzeitig war es ihr wichtig, ein Bewusstsein dafür zu schaffen, was Schwarze in Amerika erreichen konnten und was sie zurückhielt. Ein Lied, das während der Sklaverei entstanden war und das Pflücken von Baumwolle samt Pantomime dazu behandelte, wurde von ihr mit den Worten „Wir werden das nie wieder singen!“ verbannt. Durch Austauschprojekte war sie maßgeblich daran beteiligt, die Rassentrennung innerhalb der Pfadfinderinnen zu beenden.
In ihrer Freizeit engagierte sich Mary Jackson für Bastel- und Bildungsprojekte. Durch ihre Kenntnisse in Aerodynamik konnte sie ihrem Sohn bei der Konstruktion einer optimierten Seifenkiste helfen, woraufhin er als erster schwarzer Junge im Seifenkistenrennen gewann. Regelmäßig hielt sie Vorträge an Schulen, um den Nachwuchs zu ermutigen, Naturwissenschaften zu studieren. Zusätzlich gründete sie einen Wissenschaftsklub für schwarze Jugendliche und wirkte am Bau eines kleinen Windkanals mit, um ihr Interesse an der Luftfahrt zu wecken.
Mary Jackson starb im Alter von 83 Jahren am 11. Februar 2005 im Riverside Convalescent Home. Ihre Kollegin Gloria Champine schrieb in ihrem Nachruf:

„Die Halbinsel verlor vor Kurzem eine Frau von Courage, die anmutigste Heldin, Mary Winston Jackson. Mary war eine Streiterin für ihre Rasse, andere Minderheiten und Frauen. Sie erlitt viele Erniedrigungen, während sie standhaft an ihren persönlichen Eigenschaften und ihrem Mitgefühl für andere festhielt. [...] Sie war ein Vorbild von höchstem Charakter, und durch ihre stillen Bemühungen hinter den Kulissen gelang es ihr, vielen Minderheiten und Frauen dabei zu helfen, durch Beförderungen und Versetzung in aufsichtsführende Positionen ihr höchstes Potential zu entfalten.“

## Würdigungen (Auswahl)

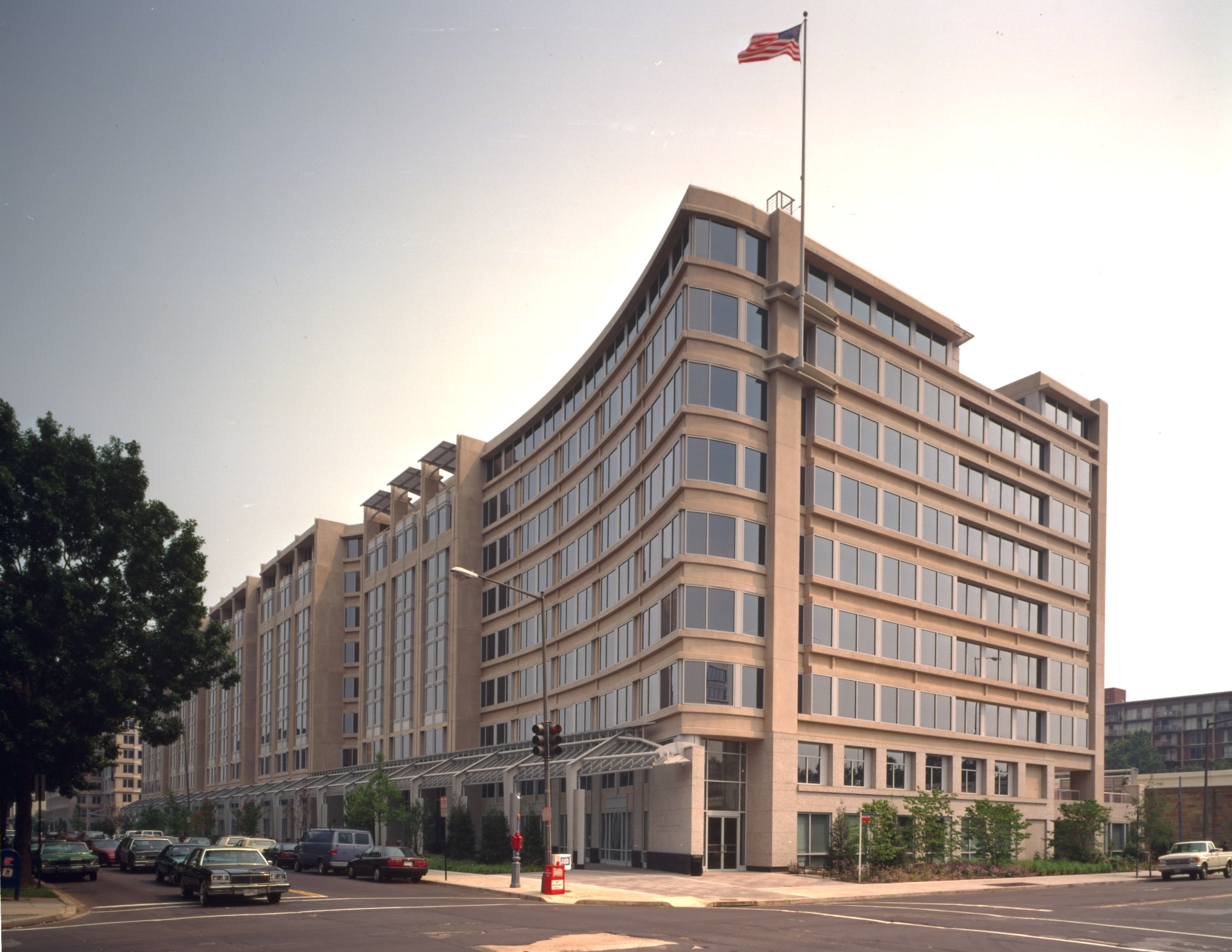
Mary W. Jackson NASA Headquarters Building in Washington, D.C.

- 1968: Apollo Group Achievement Award
- 1972: Distinguished Service Award for her work with the Combined Federal Campaign representing Humanitarian Agencies
- 1975: Langley Research Center Outstanding Volunteer Award
- 1976: Iota Lambda Sorority Award for the Peninsula Outstanding Woman Scientist
- 1976: National Technical Association’s Tribute Award
- 1976–1977: Langley Research Center Certificate of Appreciation
- Daniels Alumni Award for Outstanding Service to Disadvantaged Youth
- National Council of Negro Women, Inc. Certificate of Recognition for Outstanding Service to the Community

2017 wurde Mary Jackson in die Langley Research Center NACA and NASA Hall of Honor aufgenommen.
Im Jahr 2018 nahm die Jackson Elementary School in Salt Lake City, ursprünglich benannt nach dem siebten Präsidenten Andrew Jackson, Mary Jackson als neue Namenspatronin an.
Am 9. Dezember 2019 wurde Mary Jackson posthum die Congressional Gold Medal verliehen, die höchste zivile Auszeichnung der Vereinigten Staaten neben der Presidential Medal of Freedom.
Im Juni 2020 kündigte die NASA an, ihr Hauptquartier in Washington, D.C. nach Jackson zu benennen. Am 26. Februar 2021 fand die offizielle Namenszeremonie des „Mary W. Jackson NASA Headquarters Building“ statt.
Am 6. November 2020 wurde der nach Jackson benannte Satellit ÑuSat 17 oder "Mary," COSPAR 2020-079J ins All geschossen.

## Veröffentlichungen (Auswahl)
Mit Kazimierz Czarnecki:
- 1958: Effects on Nose Angle and Mach Number on Transition on Cones at Supersonic Speeds
- 1960: Investigation by Schlieren Technique of Methods of Fixing Fully Turbulent Flow on Models at Supersonic Speeds
- 1961: Effects of Cone Angle, Mach Number, and Nose Blunting on Transition at Supersonic Speeds; Boundary-Layer Transition on a Group of Blunt Nose Shapes at a Mach Number of 2.20
- 1970: Theoretical pressure distributions over arbitrarily shaped periodic waves in subsonic compressible flow and comparison with experiment
- 1975: Turbulent Boundary-Layer Separation due to a Forward-Facing Step

Mit mehreren Ko-Autoren:
- 1963: Studies of Skin Friction at Supersonic Speeds (Turbulent Boundary Layer and Skin Friction Data for Supersonic Transports)
- 1965: Turbulent Skin Friction at High Reynolds Numbers and Low Supersonic Velocities
- 1966: Measurement by wake momentum surveys at Mach 1.61 and 2.01 of turbulent boundary-layer skin friction on five swept wings
- 1967: Boundary-layer transition on hypersonic-cruise aircraft

## Künstlerische Darstellung
In dem biografischen Spielfilm Hidden Figures – Unerkannte Heldinnen, der auf Margot Lee Shetterlys gleichnamigem Buch basiert, ist Mary Jackson eine der Hauptfiguren. Sie wird von Janelle Monáe gespielt.